# 청풍공설운동장
청풍공설운동장(淸風公設運動場, Cheongpung Public Stadium)은 대한민국 충청북도 제천시에 있는 스포츠 시설이다. 천연잔디 필드가 갖춰진 경기장이며, 1993년에 준공되었다.

## 참고 문헌
- 〈청풍공설운동장〉. 《한국향토문화전자대전》. 한국학중앙연구원. 2020년 10월 18일에 원본 문서에서 보존된 문서. 2020년 10월 14일에 확인함.
- 《2019년 전국 공공체육시설 현황 (2018년말 기준)》. 대한민국 문화체육관광부. 2020.
- 《2023 전국 공공체육시설 현황 (2022년 12월말 기준)》. 대한민국 문화체육관광부. 2024.